# Зойлінген
Зойлінген (нім. Seulingen) — громада в Німеччині, розташована в землі Нижня Саксонія. Входить до складу району Геттінген. Складова частина об'єднання громад Радольфсгаузен.
Площа — 11,08 км2. Населення становить 1329 ос. (станом на 31 грудня 2021).

## Галерея

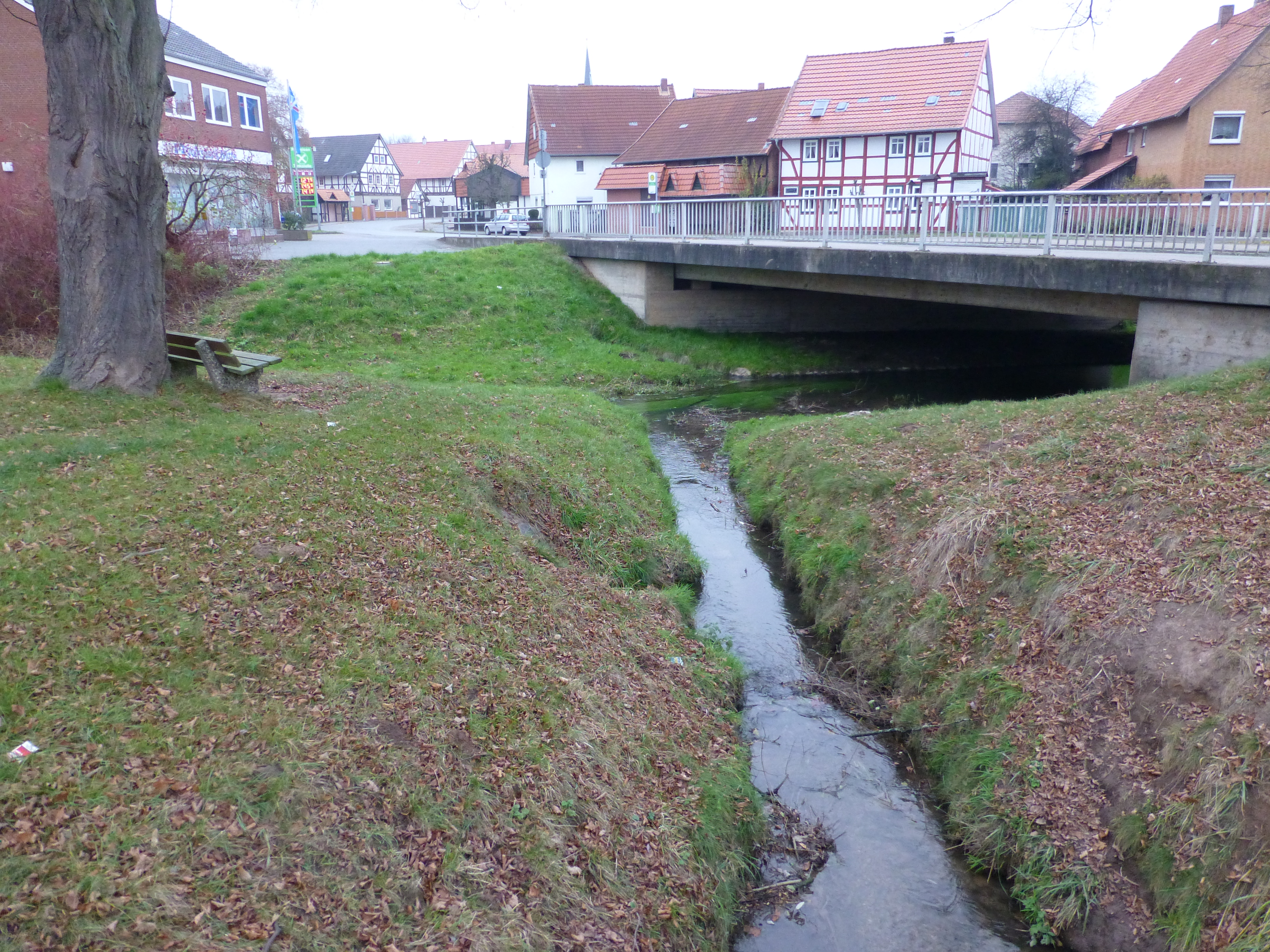
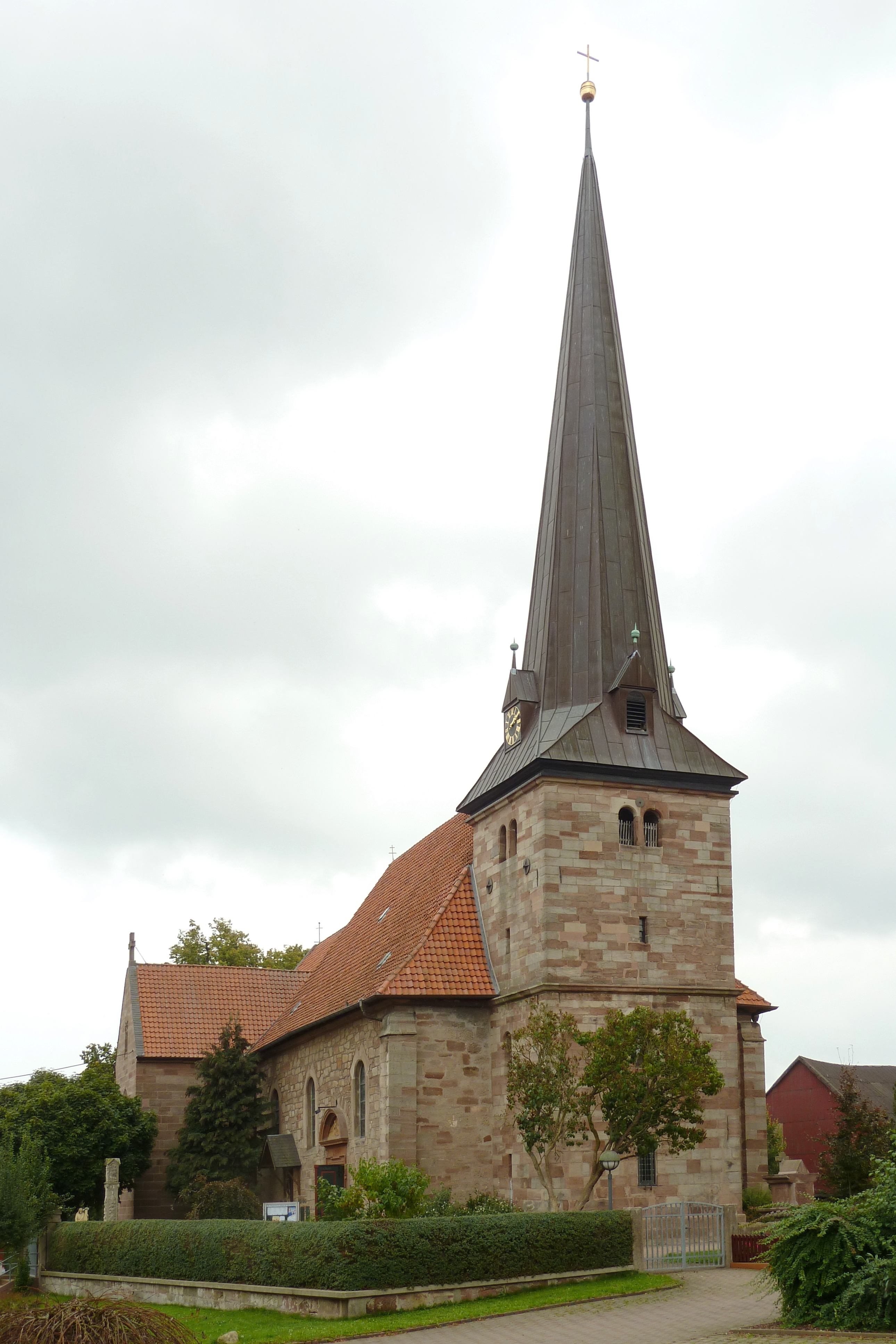
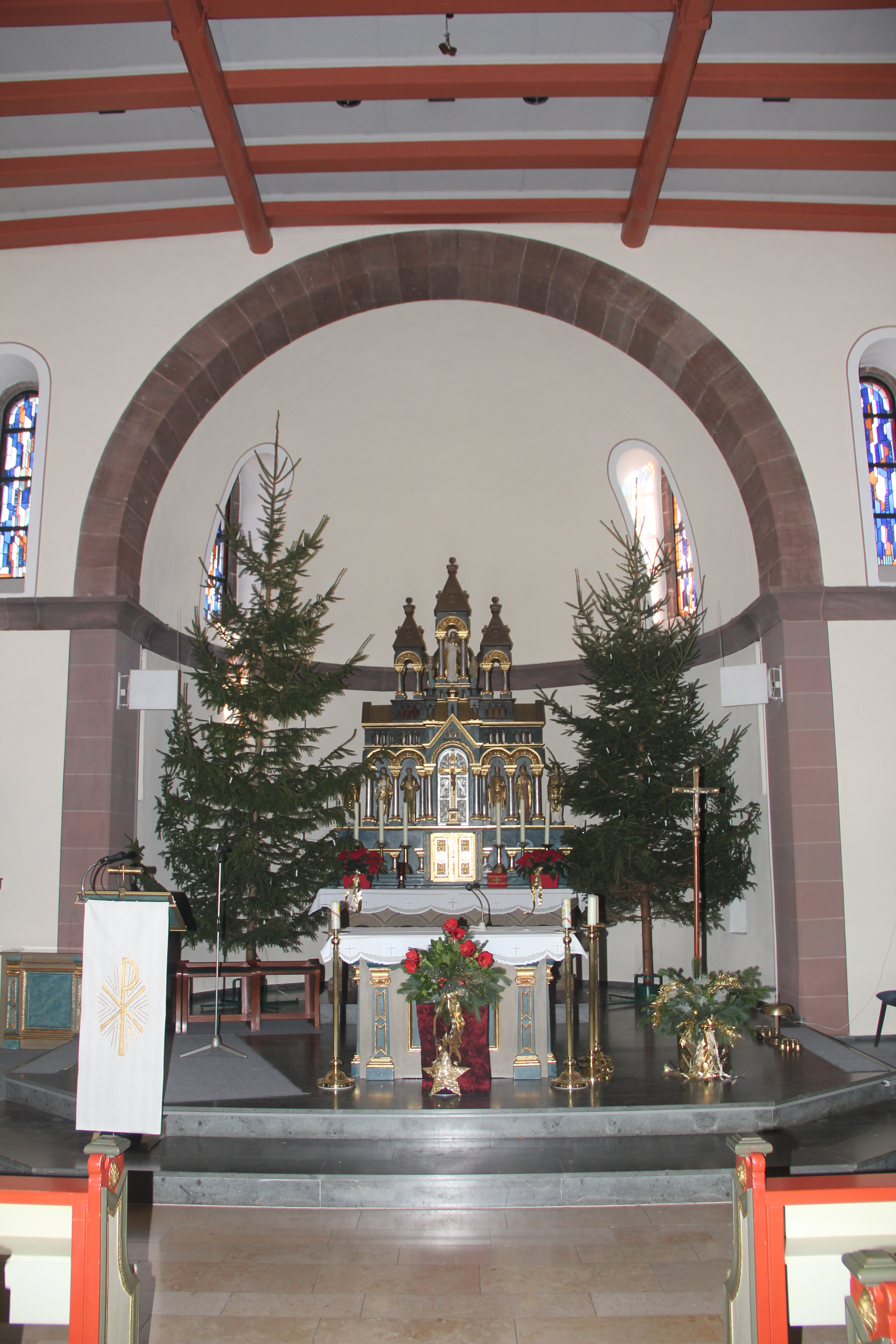